# Jean-Baptiste Grange

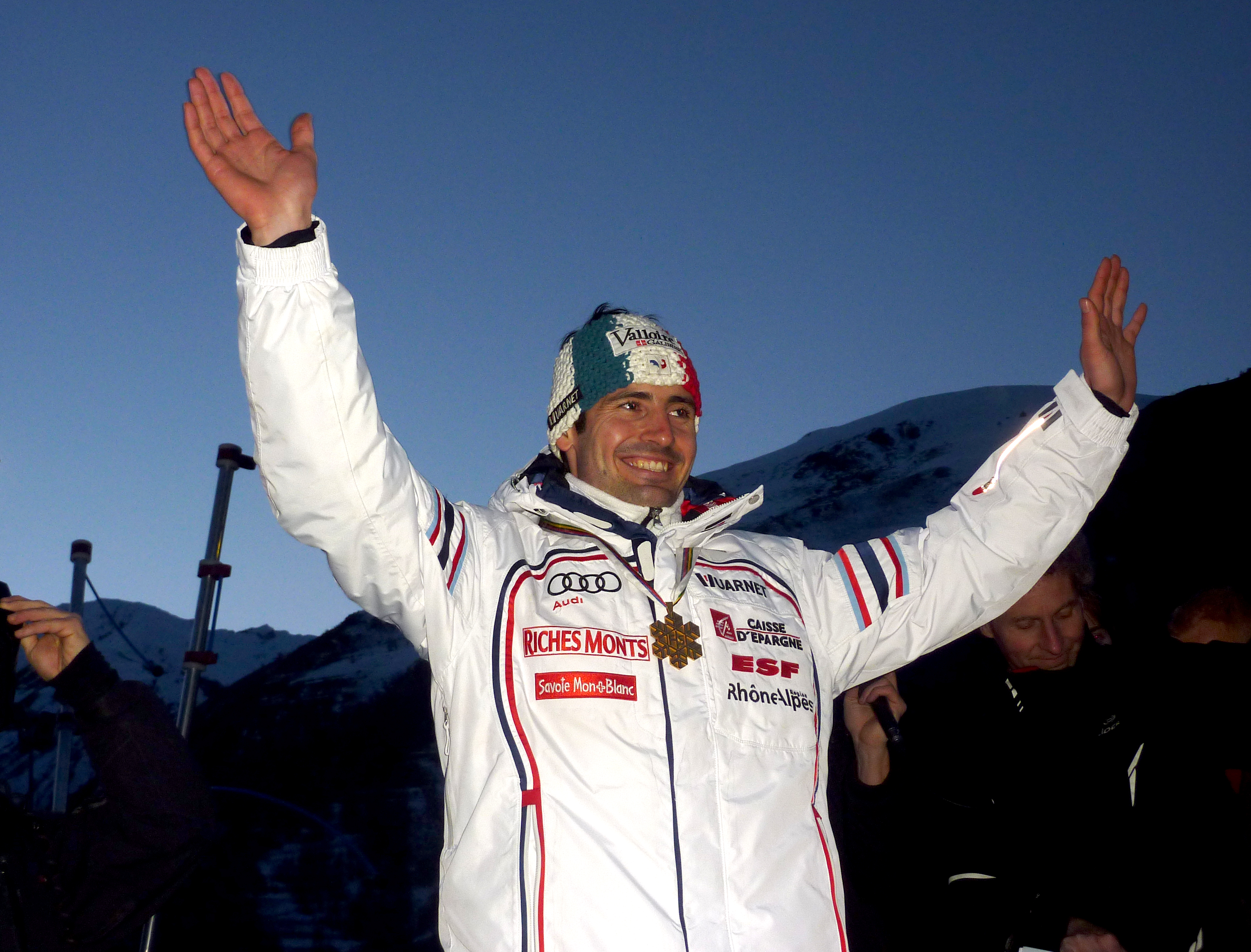
Grange im Februar 2011 mit der WM-Goldmedaille

Jean-Baptiste Grange (* 10. Oktober 1984 in Saint-Jean-de-Maurienne) ist ein ehemaliger französischer Skirennläufer. Er war insbesondere im Slalom erfolgreich und gehörte in dieser Disziplin jahrelang zu den besten Athleten. Seine größten Erfolge waren die Slalom-Weltmeistertitel 2011 und 2015, der Hallen-Europameistertitel 2009 sowie der Gewinn der Slalom-Disziplinenwertung der Saison 2008/09. Grange ging gelegentlich auch in den Disziplinen Riesenslalom und Kombination an den Start.

## Biografie
Grange wuchs in Valloire auf und erlernte dort im Alter von zwei Jahren das Skifahren. Sowohl seine Mutter Annick Levrel als auch sein Vater Jean-Pierre Grange gehörten Mitte der 1970er Jahre der französischen Ski-Nationalmannschaft an. Sein knapp eineinhalb Jahre älterer Bruder François-Cyrille Grange war ebenfalls Skifahrer und noch als Kind im Jahre 1992 zusammen mit Michel Platini Schlussläufer beim olympischen Fackellauf der Olympischen Winterspiele 1992 in Albertville. Das jüngste Kind der Familie Grange, die 1988 geborene Alexia, ist ebenfalls seit ihrer frühen Kindheit im Skisport aktiv. Grange durchlief die französischen Jugendkader und erreichte beim Trofeo Topolino einen zweiten und einen vierten Platz. Die ersten FIS-Rennen bestritt er im Dezember 1999, Einsätze im Europacup folgten ab Dezember 2001. Das beste Ergebnis bei Juniorenweltmeisterschaften war 2003 der elfte Platz in der Kombinationswertung.
Sein Debüt im Weltcup hatte Grange am 11. Januar 2004 im Slalom von Chamonix, wo er im ersten Lauf ausschied. Zehn Tage später wurde er in Valloire französischer Slalom-Juniorenmeister. Am 20. Dezember 2004 fuhr er im Europacup-Slalom von Špindlerův Mlýn auf Platz drei und erzielte damit seine erste (und bisher einzige) Podestplatzierung auf dieser Stufe. Im weiteren Verlauf der Saison 2004/05 kam er jedoch nicht über einen 13. Platz hinaus.
Die ersten Weltcuppunkte holte Grange am 11. Dezember 2005 in der Super-Kombination von Val-d’Isère, wo er mit der besten Slalomzeit vom 34. auf den 18. Platz vorstieß. Einen Monat später fuhr er in der Super-Kombination von Wengen auf den 13. Platz, wiederum mit Laufbestzeit im Slalom. Mit einem 10. Platz im Hahnenkamm-Slalom von Kitzbühel qualifizierte sich Grange für die Olympischen Winterspiele 2006. Dort erzielte er Platz 13 in der Super-Kombination, mit zweitbester Slalom-Laufzeit; im Slalom schied er im zweiten Durchgang aus. Zum Saisonabschluss gewann er in Courchevel seinen ersten französischen Slalom-Meistertitel.
Nach dem Rücktritt von Jean-Pierre Vidal und dem verletzungsbedingten Ausfall von Stéphane Tissot ruhten die Hoffnungen des Französischen Skiverbandes zu Beginn der Weltcupsaison 2006/07 auf Grange. Mit drei Top-10-Ergebnissen konnte er diesen Erwartungen gerecht werden. Der bis dahin größte Erfolg seiner Karriere gelang ihm bei den Alpinen Skiweltmeisterschaften 2007 in Åre, wo er hinter Mario Matt und Manfred Mölgg überraschend die Bronzemedaille im Slalom gewann. Die Bestätigung dieses Ergebnisses gelang ihm zwei Wochen später, am 4. März 2007, mit Platz vier im Weltcupslalom von Kranjska Gora.
Grange erzielte am 29. November 2007 als Zweiter der Super-Kombination von Beaver Creek erstmals eine Podestplatzierung in einem Weltcuprennen. Der erste Sieg gelang ihm am 17. Dezember 2007 im Slalom auf der Gran Risa in Alta Badia. Im Verlaufe der Weltcupsaison 2007/08 gewann er drei weitere Rennen; in Wengen die Super-Kombination und den Slalom, in Kitzbühel den Slalom. In dieser Saison punktete er erstmals auch im Riesenslalom. Vor dem Weltcup-Finale in Bormio lag er in der Slalom-Disziplinenwertung in Führung, wurde aber noch von Manfred Mölgg um 19 Punkte überholt.
In der Saison 2008/09 gewann Grange zwei weitere Weltcupslaloms. Zusammen mit vier weiteren Podestplätzen reichte dies für den Gewinn der Slalom-Disziplinenwertung. Im Gesamtweltcup erreichte er den fünften Platz. Bei den Weltmeisterschaften 2009 in Val-d’Isère belegte Grange Rang sieben im Riesenslalom. Im Slalom lag er als Dritter des ersten Laufes erneut auf Medaillenkurs, fiel aber im zweiten Durchgang aus. Auch in der Super-Kombination kam er nicht ins Ziel. Am Ende der Saison gewann er zum zweiten Mal die französische Slalom-Meisterschaft. Im April 2009 wurde er zum Ritter der Ehrenlegion ernannt.
Im November 2009 gewann Grange die erstmals ausgetragene Hallen-Europameisterschaft. Am 6. Dezember 2009 zog er sich im Riesenslalom von Beaver Creek ohne zu stürzen einen Kreuzbandriss im rechten Knie zu. Er fiel für den Rest der Saison 2009/10 aus und verpasste damit auch die Olympischen Winterspiele 2010. Fast ein Jahr später gewann Grange in Levi das erste Rennen nach seiner Verletzungspause. Nach weiteren Siegen in Kitzbühel und Schladming im Januar 2011 zählte er vor den Weltmeisterschaften 2011 zu den meistgenannten Favoriten. In Garmisch-Partenkirchen erfüllte er die Erwartungen und gewann die Goldmedaille im Slalom. Nach Saisonende wurde er an der Schulter operiert.
Beeinträchtigt durch Bandscheibenprobleme konnte Grange in der Weltcupsaison 2011/12 im Slalom nicht an die Leistungen des Vorwinters anknüpfen. Fünfmal fuhr er unter die besten zehn, Podestplätze blieben aus. Hingegen erzielte er am 26. Februar 2012 mit Platz 4 im Riesenslalom von Crans-Montana das bisher beste Ergebnis in dieser Disziplin. Im April 2012 musste sich Grange neuerlich einer Kreuzbandoperation im rechten Knie unterziehen, erst im Oktober konnte er wieder mit dem Schneetraining beginnen. Das beste Slalom-Weltcupergebnis des Winters 2012/13 war ein 14. Platz, hinzu kam ein fünfter Platz beim City Event in Moskau. Im Winter 2013/14 fand er wieder den Anschluss an die Weltspitze, mit einem 4. Platz als bestes Ergebnis; außerdem fuhr er drei weitere Male in die Top 10.
Grange bewegte sich während der Saison 2014/15 im ähnlichen Rahmen: Im Dezember und Januar klassierte er sich viermal in Folge unter den besten zehn, wobei Platz 6 in Adelboden sein bestes Ergebnis war. Bei den Weltmeisterschaften 2015 gehörte er nicht zu den Favoriten. Der Slalom war am 15. Februar 2015 das letzte WM-Rennen der Herren auf der Birds of Prey in Beaver Creek. Nach dem ersten Durchgang lag Grange auf Platz 5, mit einem Rückstand von 0,88 Sekunden auf den Führenden Marcel Hirscher. Im zweiten Durchgang, der von immer dichter werdendem Schneefall geprägt war, fuhr er die beste Laufzeit. Drei der vor ihm liegenden Fahrer konnten seine Gesamtzeit nicht unterbieten, während Hirscher ausschied. Damit stand Grange überraschend zum zweiten Mal als Slalom-Weltmeister fest, vor den beiden Deutschen Fritz Dopfer und Felix Neureuther.
In der Saison 2015/16 klassierte sich Grange dreimal unter den besten zehn, was ihm in der darauf folgenden Weltcupsaison nicht mehr gelang. Die Weltmeisterschaften 2017 in St. Moritz verlief mit Platz 23 im Slalom enttäuschend. Hingegen war er im Mannschaftswettbewerb beim Weltcupfinale in Aspen am dritten Platz des französischen Teams beteiligt; es war dies der letzte Podestplatz seiner Karriere. Granges bestes Ergebnis in der Saison 2017/18 war ein elfter Platz, was für eine Teilnahme an den Olympischen Winterspielen 2018 reichte; in Pyeongchang schied er jedoch im ersten Lauf des Slaloms aus. Zu Beginn der Weltcupsaison 2018/19 zeigte Grange eine Aufwärtstendenz, als er zweimal unter die besten zehn fuhr. Doch am 20. Januar 2019 zog er sich beim Wengener Lauberhornslalom von Wengen einen Kreuzbandriss im linken Knie und eine Meniskusverletzung zu, was das vorzeitige Saisonende bedeutete.
Grange erzielte im Weltcup-Saison 2019/20 zwei Top-10-Ergebnisse, im Weltcup-Saison 2020/21 noch eines. Am 5. März 2021 gab er bekannt, dass er nach dem Weltcupfinale in Lenzerheide seine Karriere beenden wird. Am 21. März startete er zum 197. und letzten Weltcupslalom seiner Karriere, wobei er im zweiten Durchgang den Kurs verließ, sich von den Trainern verabschieden und nach Überqueren der Ziellinie mit einem Spalier von der gesamten französischen Mannschaft gefeiert wurde.

## Erfolge

### Olympische Winterspiele
- Turin 2006: 13. Kombination

### Weltmeisterschaften
- Åre 2007: 3. Slalom, 14. Super-Kombination
- Val-d’Isère 2009: 7. Riesenslalom
- Garmisch-Partenkirchen 2011: 1. Slalom
- Schladming 2013: 12. Slalom
- Vail/Beaver Creek 2015: 1. Slalom
- St. Moritz 2017: 23. Slalom

### Weltcupwertungen
| Saison  | Gesamt | Gesamt | Riesenslalom | Riesenslalom | Slalom | Slalom | Kombination | Kombination |
| Saison  | Platz  | Punkte | Platz        | Punkte       | Platz  | Punkte | Platz       | Punkte      |
| ------- | ------ | ------ | ------------ | ------------ | ------ | ------ | ----------- | ----------- |
| 2005/06 | 76.    | 63     | –            | –            | 40.    | 30     | 22.         | 33          |
| 2006/07 | 29.    | 309    | –            | –            | 10.    | 242    | 17.         | 67          |
| 2007/08 | 8.     | 793    | 26.          | 61           | 2.     | 512    | 4.          | 220         |
| 2008/09 | 5.     | 887    | 11.          | 192          | 1.     | 541    | 6.          | 154         |
| 2009/10 | 56.    | 146    | 31.          | 36           | 29.    | 60     | 22.         | 50          |
| 2010/11 | 16.    | 454    | 42.          | 12           | 2.     | 442    | –           | –           |
| 2011/12 | 34.    | 275    | 17.          | 145          | 22.    | 130    | –           | –           |
| 2012/13 | 69.    | 192    | –            | –            | 23.    | 192    | –           | –           |
| 2013/14 | 32.    | 266    | –            | –            | 8.     | 266    | –           | –           |
| 2014/15 | 42.    | 197    | –            | –            | 13.    | 197    | –           | –           |
| 2015/16 | 61.    | 156    | –            | –            | 19.    | 156    | –           | –           |
| 2016/17 | 60.    | 122    | –            | –            | 20.    | 122    | –           | –           |
| 2017/18 | 53.    | 130    | –            | –            | 21.    | 130    | –           | –           |
| 2018/19 | 63.    | 108    | –            | –            | 22.    | 108    | –           | –           |
| 2019/20 | 73.    | 113    | –            | –            | 17.    | 117    | –           | –           |
| 2020/21 | 59.    | 146    | –            | –            | 19.    | 146    | –           | –           |

### Weltcupsiege
Grange errang bisher 18 Podestplätze in Einzelrennen, davon 9 Siege:
| Datum             | Ort        | Land       | Disziplin         |
| ----------------- | ---------- | ---------- | ----------------- |
| 17. Dezember 2007 | Alta Badia | Italien    | Slalom            |
| 11. Januar 2008   | Wengen     | Schweiz    | Super-Kombination |
| 12. Januar 2008   | Wengen     | Schweiz    | Slalom            |
| 20. Januar 2008   | Kitzbühel  | Österreich | Slalom            |
| 16. November 2008 | Levi       | Finnland   | Slalom            |
| 6. Januar 2009    | Zagreb     | Kroatien   | Slalom            |
| 14. November 2010 | Levi       | Finnland   | Slalom            |
| 23. Januar 2011   | Kitzbühel  | Österreich | Slalom            |
| 25. Januar 2011   | Schladming | Österreich | Slalom            |

Hinzu kommen 2 Podestplätze bei Mannschaftswettbewerben.

### Europacup
- 6 Podestplätze im Europacup, davon 2 Siege:

| Datum          | Ort           | Land       | Disziplin |
| -------------- | ------------- | ---------- | --------- |
| 11. März 2013  | Kranjska Gora | Slowenien  | Slalom    |
| 3. Januar 2014 | Chamonix      | Frankreich | Slalom    |

### Juniorenweltmeisterschaften
- Briançonnais 2003: 11. Kombination, 18. Slalom, 31. Abfahrt, 33. Riesenslalom
- Maribor 2004: 24. Riesenslalom, 46. Abfahrt

### Weitere Erfolge
- Europameister Indoor-Slalom 2009
- 3 französische Meistertitel (Slalom 2006, 2009 und 2015)
- Französischer Slalom-Juniorenmeister 2004
- 1 Sieg im Nor-Am Cup
- 1 Sieg im South American Cup
- 6 Siege in FIS-Rennen